# Kawasaki Eliminator
La Kawasaki Eliminator era una motocicleta tipo crucero que es producida en diversos modelos desde su introducción la Eliminator 900 en 1985, que se promovía como una "Crucera de poder". Las 2 primeras encarnaciones de la motocicleta, o sea la Eliminator 900 de 1985 y el modelo ZL900 de 1986, fueron casi unas réplicas de circulación legal de una motocicleta de estilo drag, con transmisión final por eje y cardán, una relación corta entre cada una de las velocidades como en la ZX900 y asiento adelantado. El motor de ambas máquinas fue el mismo que la Ninja 900, aunque con diferente admisión y escape.
Disponible en negro para el 2005, la Eliminator de 125cc tenía un asiento de 2 niveles para 2 personas, con respaldo para el asiento trasero, tanque de combustible angosto de 3,4 galAm (12,9 litros), tubo de escape recto y faro cromado adelante.  Se dejó de producir a mediados del 2007.

## Modelos

### ZL900
Introducida en 1985, se produjo solamente durante 2 años. Se conoció como la ZL900 A1 Eliminator en 1985 y como la ZL900 A2 en 1986, la ZL900 evolucionó desde la Kawasaki GPZ900R. La ZL900 fue diseñada para evocar la imagen salvaje de las exitosas motocicletas Z1 de estilo drag: batalla larga, salpicadera trasera corta (bobbed), horquilla de recorrido corto, llanta trasera ancha, silenciadores grandes y cromados, tanque de combustible pequeño y manillar bajo y recto.
El motor de la ZL900 fue una versión ligeramente modificada del motor enfriado por líquido de la Kawasaki ZX900 Ninja de 1984. Kawasaki usó unos carburadores más pequeños de 32 mm (la ZX900 usaba de 34 mm), diferentes tiempos de ignición y levas de menor duración.  Esto dio al motor un diferente desempeño, cambiando la alta potencia en revoluciones altas, por un mayor par motor a velocidades medias y bajas, más adecuado para una moto de tipo crucero.
En su tiempo fue la única motocicleta en su segmento que usaba un motor de 4 cilindros en línea en lugar del habitual V4.
Estas motocicletas fueron fabricadas en Lincoln, Nebraska para el mercado de EEUU.

### ZL1000
La ZL1000 fue una evolución de la ZL900, con un motor más grande y poderoso que compartía con la ZG1000 Concours y carburadores de 34 mm.
El estilo de la ZL1000 era mucho más conservador que el de la de 900cc, con un guardabarros trasero más largo y un tanque de combustible mucho más grande, esta motocicleta solo estuvo en producción durante 2 años, 1987 y 1988, pero se vendió principalmente en Reino Unido, Australia y EE. UU. en 1987. Modelos de 100 HP fueron vendidos en Alemania, Francia y Suecia. La ZL1000 tuvo el mismo éxito que la ZL900.

### ZL750
La ZL750 se vendió desde 1986 hasta 1989 como una versión más moderada de sus hermanas mayores.

### ZL600
La ZL600 tenía el mismo motor que la Kawasaki Ninja 600 (4 cilindros en línea), con el mismo tipo de modificaciones que sus hermanas mayores. El primer modelo salió en 1986 y se llamó el A1, con 592cc, 74 hps y 39.7 libras pie de torque, peso de 209 kilos en orden de marcha. Se produjo hasta el año 1996.

### ZL400
La ZL400 se dejó de producir en 1994.  Como los modelos más grandes, todas las versiones de la ZL400 tenía transmisión final a eje y cardán.

### VN250
Este modelo se empezó a producir en 1998.

### EL250 (D5)
La EL250 fue producida de 1988 a 1997 año que fue sustituida por la VN250.

### EL175
La EL175 fue fabricada y vendida como la Kawasaki Bajaj Eliminator en la India por Bajaj Auto en colaboración con Kawasaki. El modelo de exportación se llamó BN175. Tiene un motor de 175cc de 4 tiempos enfriado por aire.

### EL125

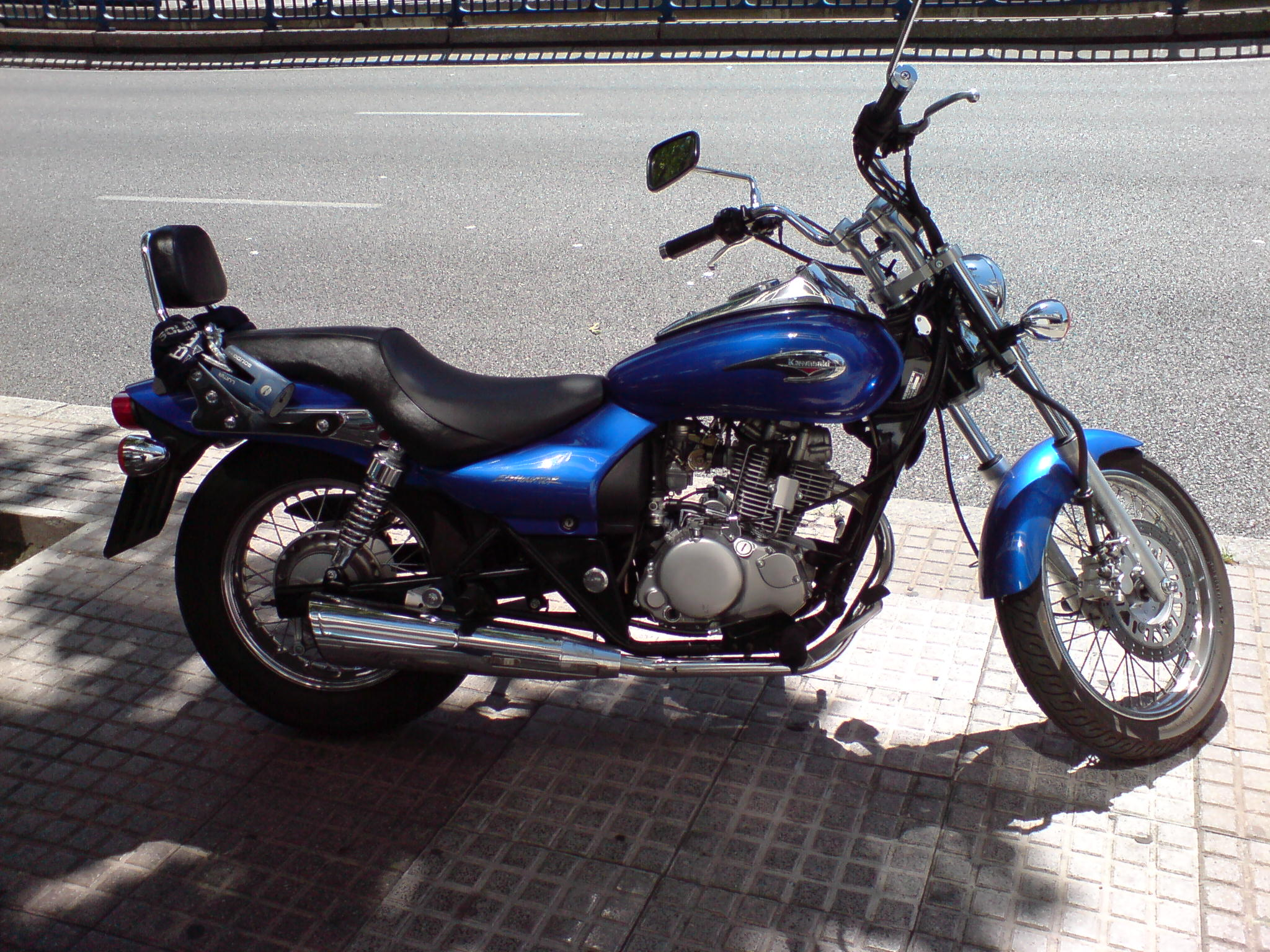
Eliminator 125

La motocicleta Eliminator 125 es la crucera de iniciación de Kawasaki.  La Motorcycle Safety Foundation usa esta motocicleta en los cursos de aprendizaje para principiantes.  Tiene un motor de 4 tiempos enfriado por aire de 125 cc de un solo cilindro. A veces se le llama BN125 y fue descontinuada del Reino Unido a mediados del 2007. Es una moto favorita en las escuelas de manejo.